# Andy Seras
Andrew J. „Andy” Seras (ur. 4 grudnia 1962 w Nowym Jorku) – amerykański zapaśnik walczący w stylu klasycznym. Startował na Igrzyskach w  
Seulu 1988. Odpadł w eliminacjach turnieju w kategorii do 68 kg. Złoty i srebrny medalista Igrzysk Panamerykańskich. Trzykrotny medalista Mistrzostw Panamerykańskich. Zwycięzca Pucharu Świata w 1994 roku. Drugie miejsce w 1986 i 1987; trzecie w 1988 i 1989; czwarte w 1990 i piąte w 1991 roku.